# Nissl-kleuring
De Nissl-kleuring is een kleuring die uitgevonden is door Franz Nissl en die cellen in het zenuwstelsel kleurt. De zenuwcellen worden gekleurd door coupes van hersenen onder te dompelen in de kleurstof cresylviolet, die paars-blauw is. Als de coupes een korte tijd in de kleurstof hebben gezeten, worden ze eerst gespoeld in water, daarna worden ze gedifferentieerd in alcohol met een kleine hoeveelheid azijn (waardoor de achtergrond ontkleurt en de zenuwcellen zichtbaar worden) en daarna worden ze ingebed op een objectglas zodat ze bekeken kunnen worden onder de microscoop.